# 糙面云

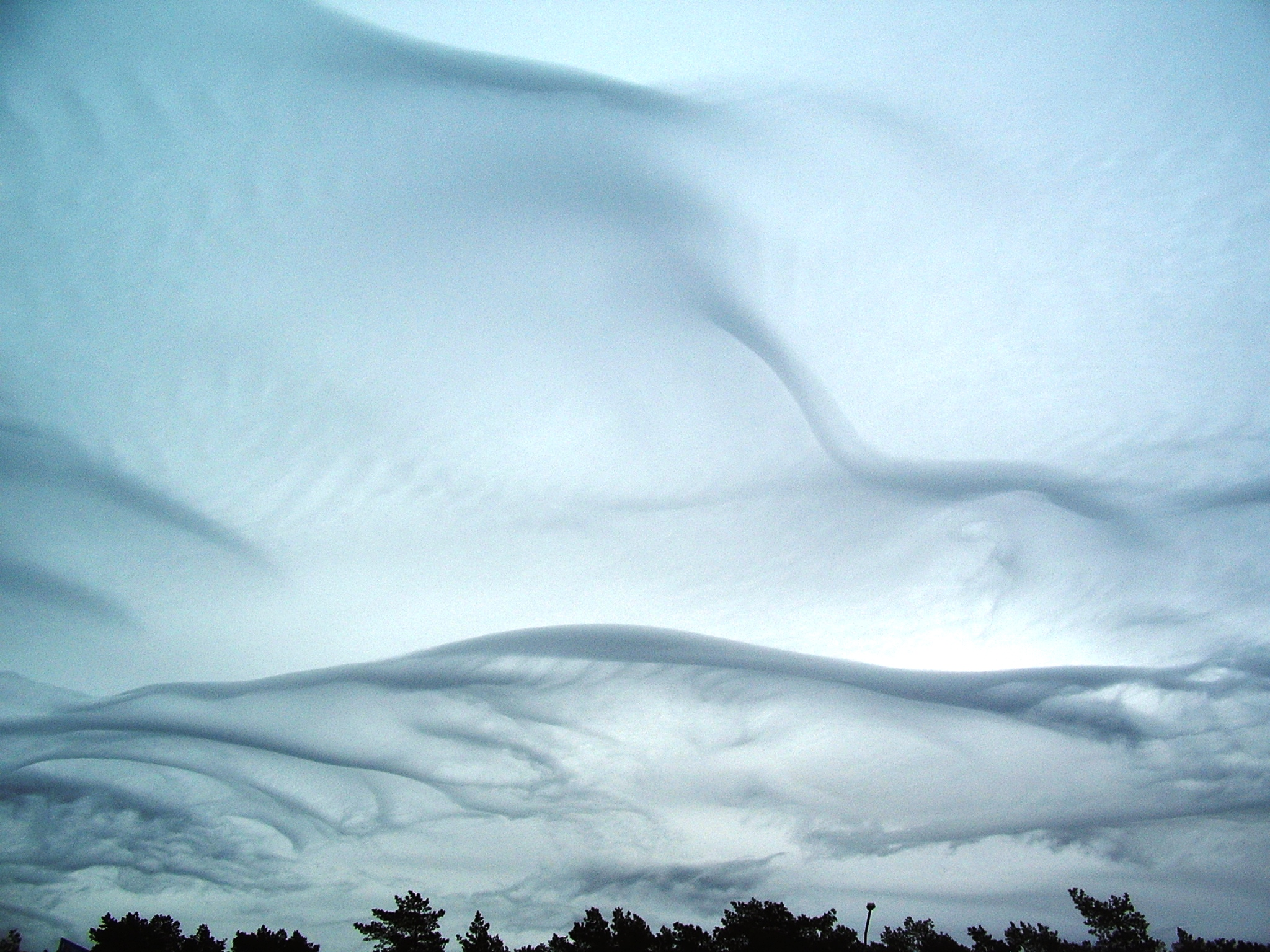
2017版《國際雲圖》中新收录的云种糙面雲（Asperitas）

糙面云（旧称）是一个云种。由赏云协会的Gavin Pretor-Pinney在2009年首次普及并提议作为云的一种类型。2017年3月，它作为补充特征被添加到《国际云图》中，这是自1951年乱卷云以来添加的第一个云层。